# Бернхемвилл (тауншип, Миннесота)
Бернхемвилл (англ. Burnhamville) — тауншип в округе Тодд, Миннесота, США. На 2000 год его население составило 751 человек.

## География
По данным Бюро переписи населения США площадь тауншипа составляет 90,8 км², из которых 81,9 км² занимает суша, а 8,9 км² — вода (9,76 %).

## Демография
По данным переписи населения 2000 года здесь находились 751 человек, 282 домохозяйства и 210 семей.  Плотность населения —  9,2 чел./км².  На территории тауншипа расположено 559 построек со средней плотностью 6,8 построек на один квадратный километр. Расовый состав населения: 99,07 % белых, 0,27 % коренных американцев, 0,13 % c Тихоокеанских островов, 0,13 % — других рас США и 0,40 % приходится на две или более других рас. Испанцы или латиноамериканцы любой расы составляли 0,67 % от популяции тауншипа.
Из 282 домохозяйств в 31,2 % воспитывались дети до 18 лет, в 68,4 % проживали супружеские пары, в 2,8 % проживали незамужние женщины и в 25,2 % домохозяйств проживали несемейные люди. 20,6 % домохозяйств состояли из одного человека, при том 6,4 % из — одиноких пожилых людей старше 65 лет. Средний размер домохозяйства — 2,66, а семьи — 3,09 человека.
24,6 % населения — младше 18 лет, 10,0 % — в возрасте от 18 до 24 лет, 24,1 % — от 25 до 44, 30,5 % — от 45 до 64, и 10,8 % — старше 65 лет. Средний возраст — 40 лет. На каждые 100 женщин приходилось 115,8 мужчин.  На каждые 100 женщин старше 18 приходилось 114,4 мужчин.
Средний годовой доход домохозяйства составлял 41 375 долларов, а средний годовой доход семьи —  48 438 долларов. Средний доход мужчин —  26 563  доллара, в то время как у женщин — 20 313. Доход на душу населения составил 17 978 долларов. За чертой бедности находились 6,5 % семей и 8,1 % всего населения тауншипа, из которых 7,3 % младше 18 и 14,5 % старше 65 лет.